# Арцизький історико-краєзнавчий музей
Арцизький історико-краєзнавчий музей — краєзнавчий музей в місті Арциз Одеської області. Зберігає колекції колишнього Арцизького району.
В залах музею представлені експозиції побуту, традицій представників української, болгарської, німецької національностей.
У 2021 році відкрита експозиція жіночих суконь різних національностей та експозиція грошей.

## Загальні відомості
Арцизький історико-краєзнавчий музей заснований 7 листопада 1977 року. Він розташований в Арцизі.
Перший директор музею вчитель історії Дмитро Чербаджи. Він наповнив фонд експонатами подарованими мешканцями району.
Наступним директором був так також вчитель історії та ветеран радянської армії та учасник Другої світової війни Микола Удоденко.
Ганна Скліфасовська обіймала посаду директора з 2004 по 2013.
Олена Фоміна з 2013 по 2021
У 2022 році музей очолює Дмитро Чебан.

## Експозиції та експонати
У фондах музею зібрано тисячі експонатів, є експозиційні кімнати. У збірці музею архівні документи, особисті речі радянських військових, фото, матеріали, зібраний на місцях колишніх боїв, залишки зброї, спорядження воїнів радянської армії.
Серед експозицій найбільш значущими є «Бессарабська хата XX століття», «Бессарабський сарай», «Бессарабське подвір'я».
Музей також зберігає колекцію традиційного одягу багатонаціонального бессарабського населення XIX—XX століть.

## Галерея

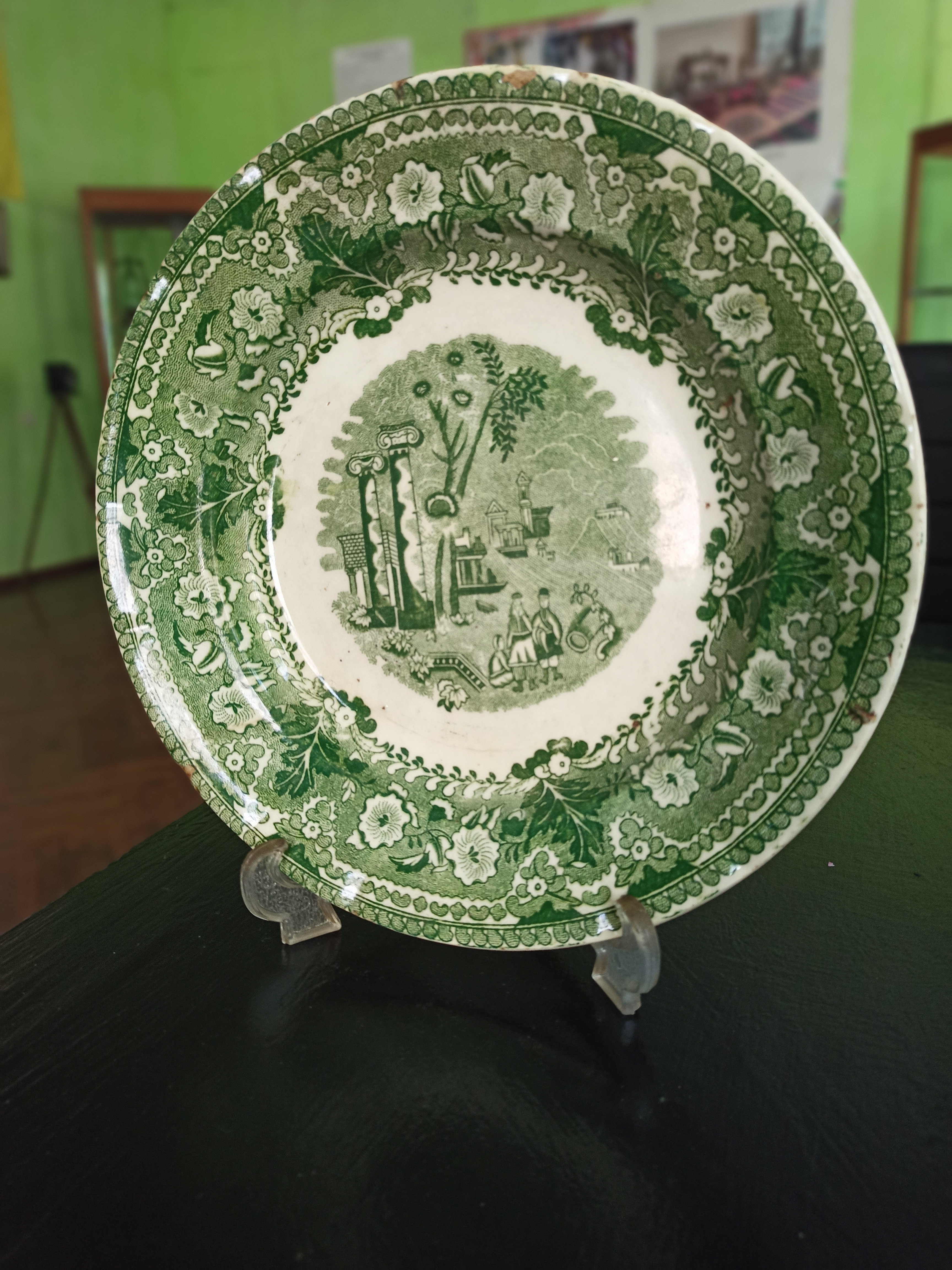
Колекційний фарфор
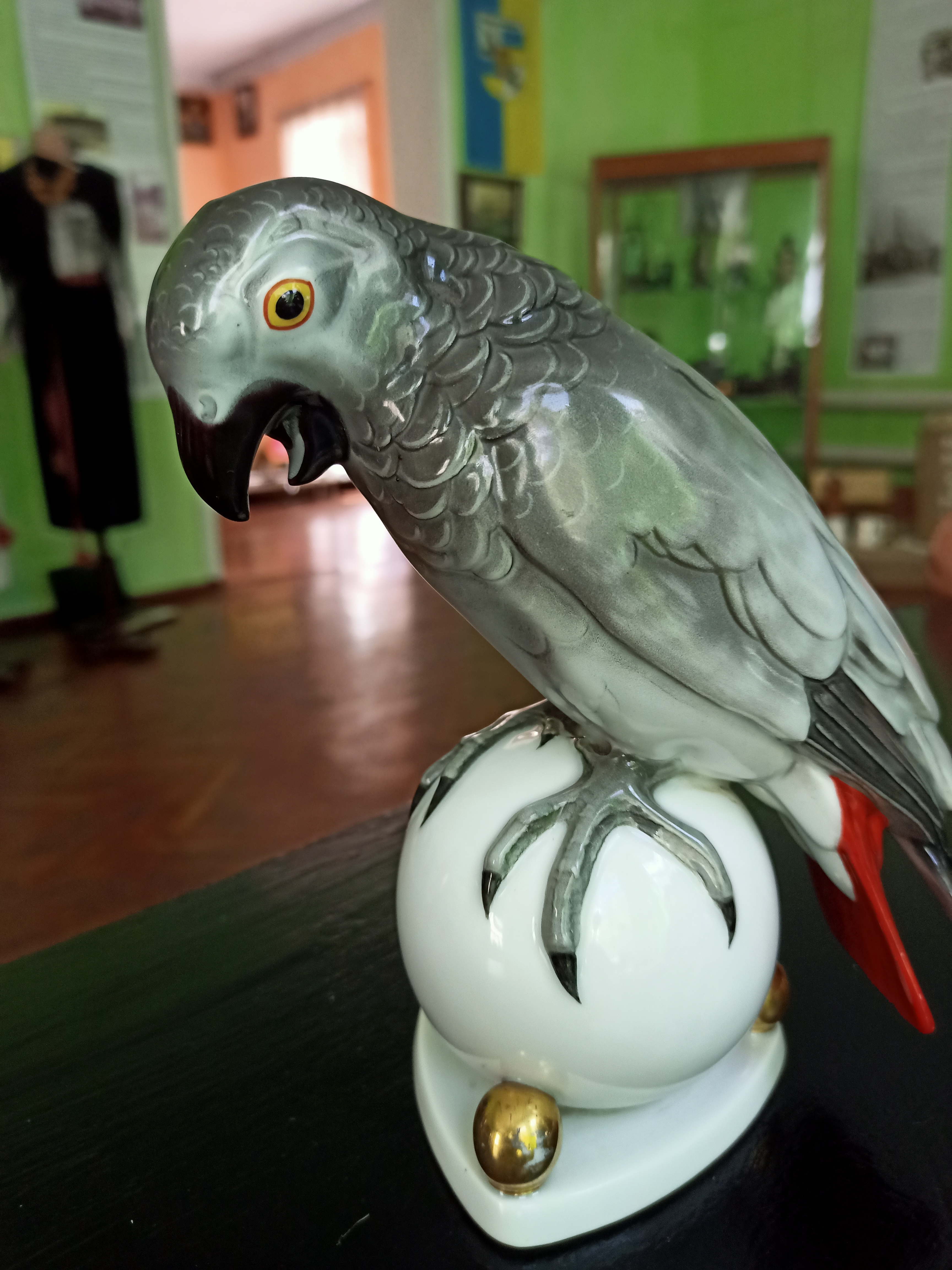
Колекційний фарфор
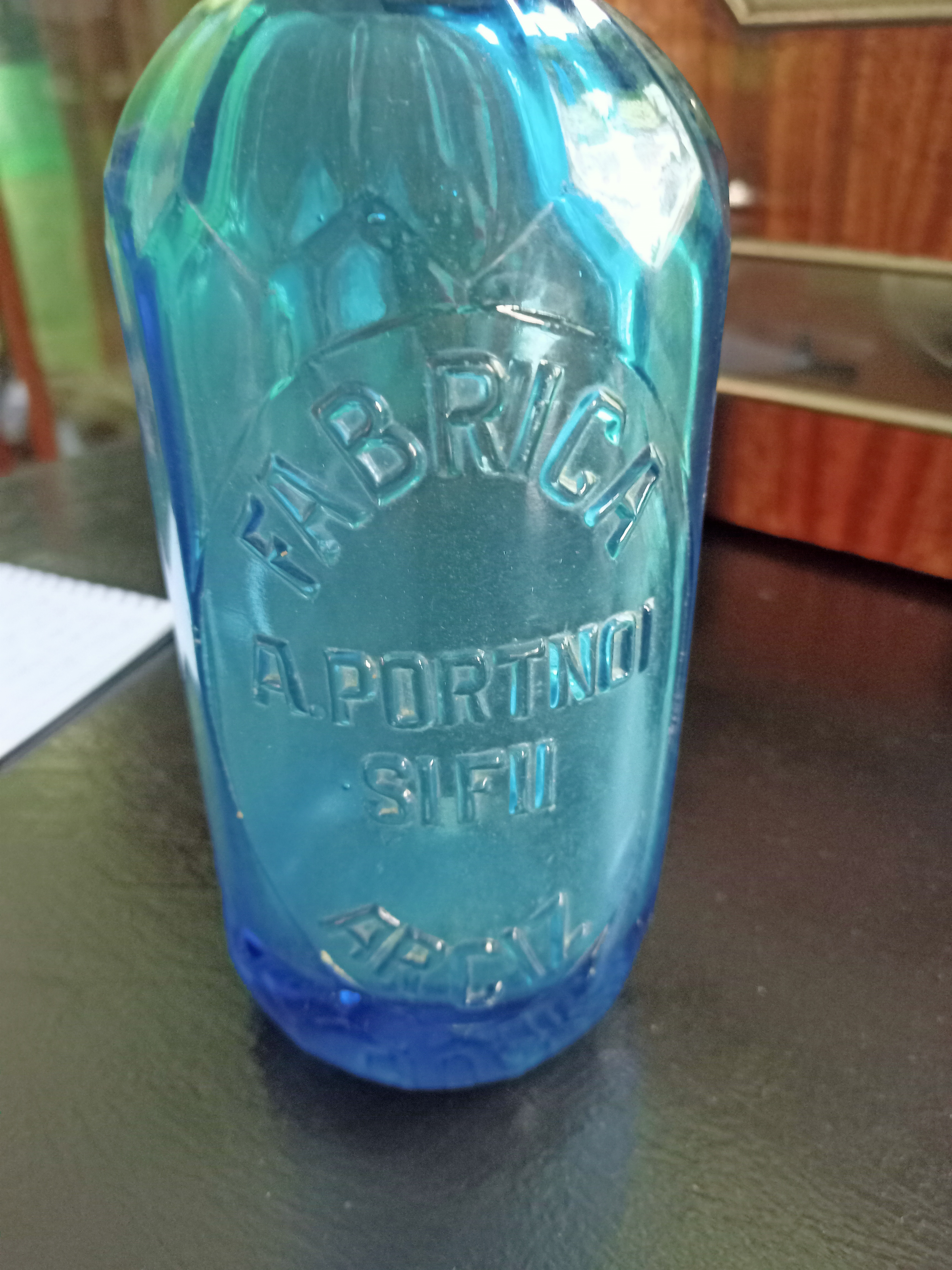
Місцеве виробництво
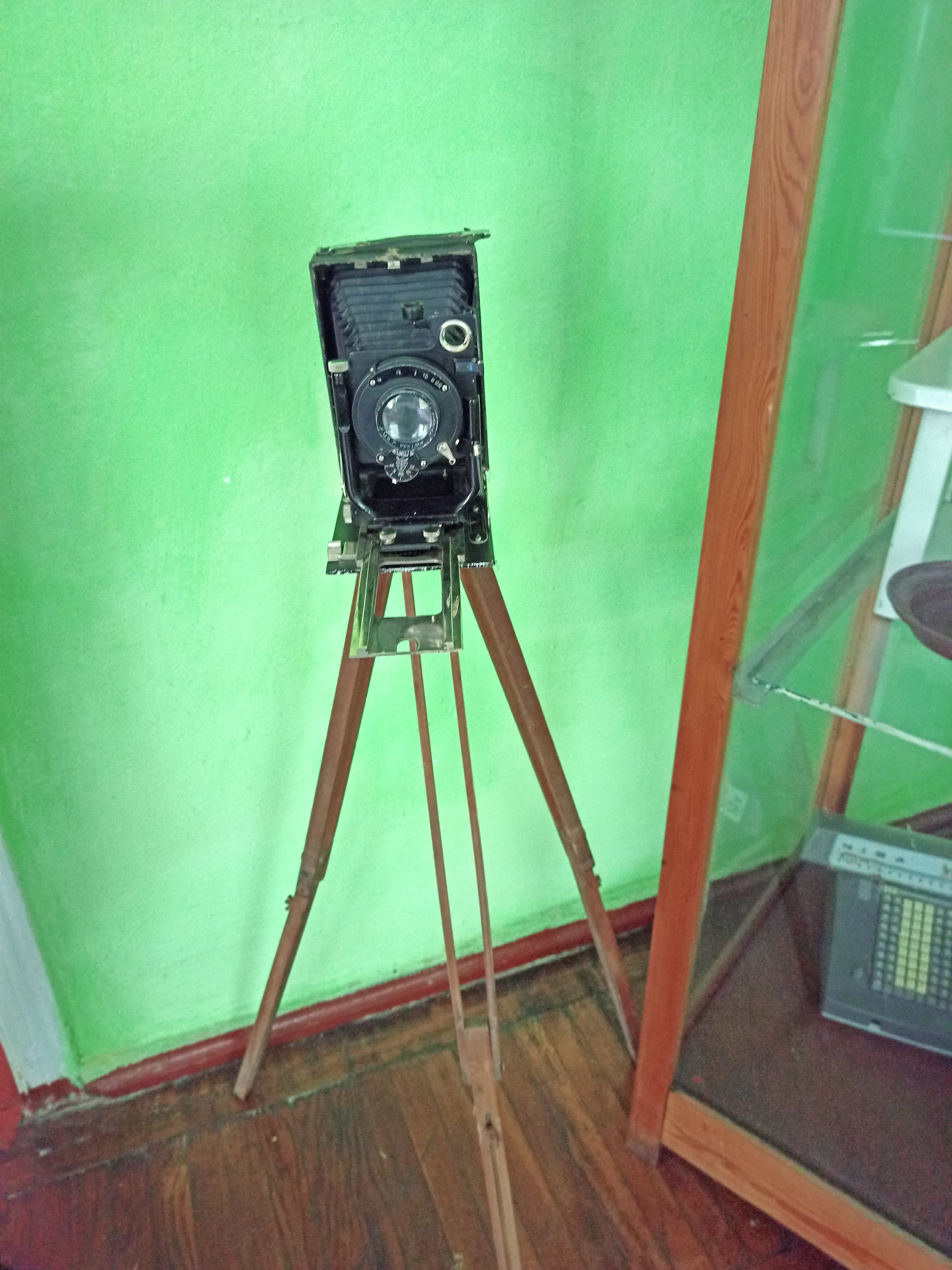
Фотокор-1
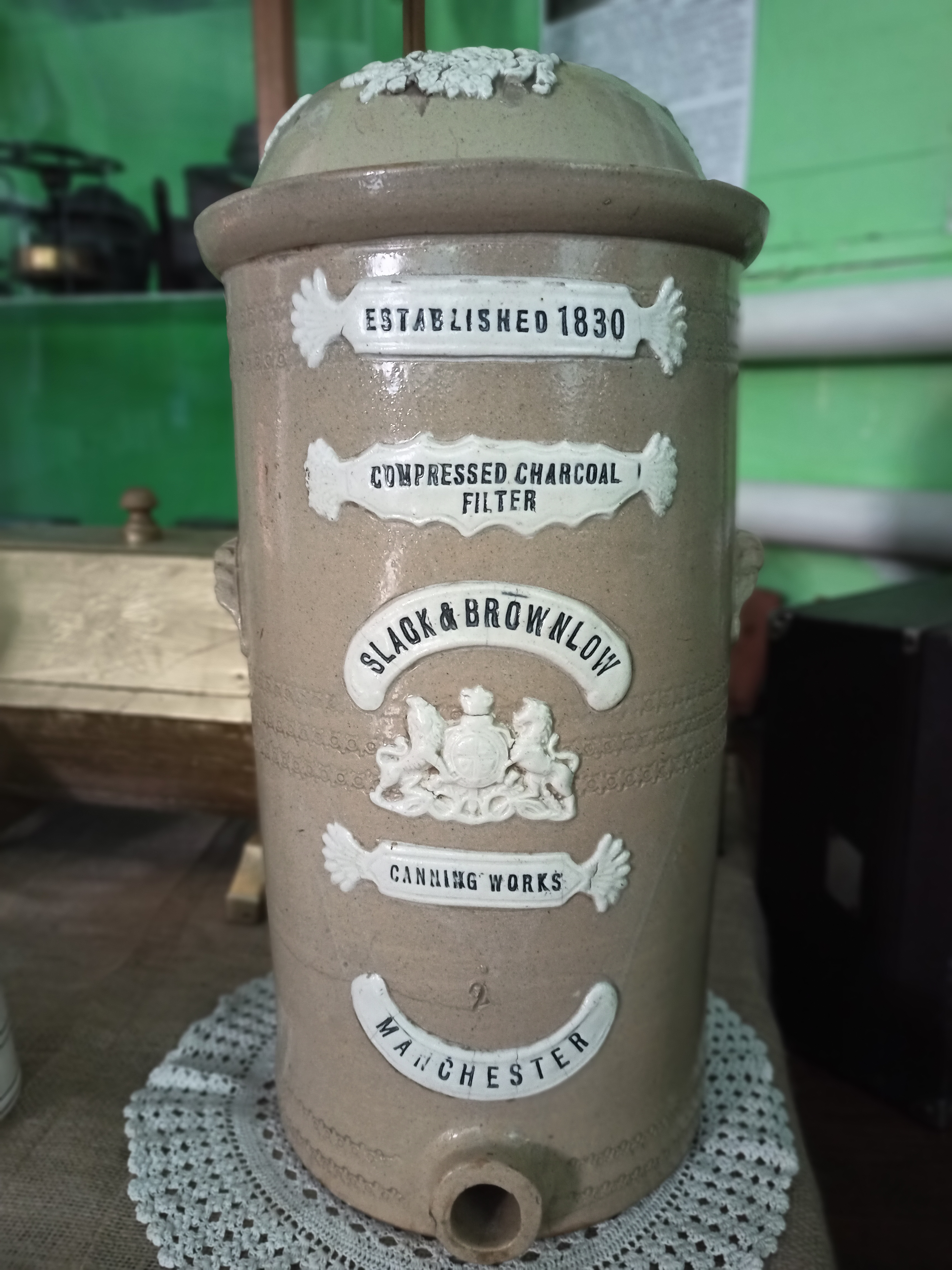
Фільтр для води
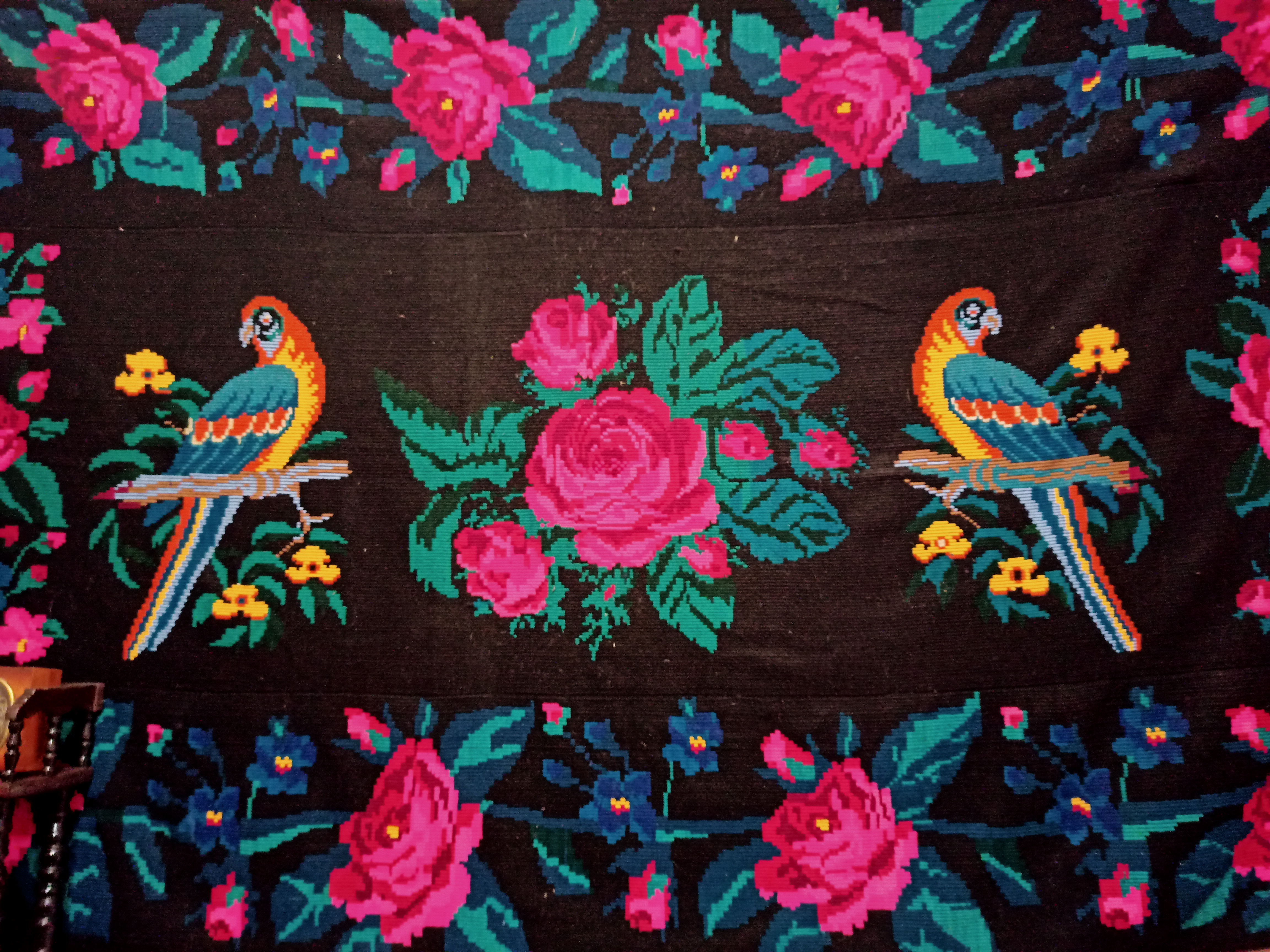
1960-ті роки